# Antonín Slavíček
Antonín Slavíček (16. května 1870 Praha-Staré Město – 1. února 1910 Praha-Holešovice) byl český impresionistický malíř. Jedná se o vrcholného představitele českého umění kolem roku 1900, který vyšel z odkazu náladového realismu, ale již roku 1898 začal tvořit obrazy barevnou skvrnou, chvatnou i rozechvělou, která vyvolává dojem pohybu a víření. Byl mistrem v zachycení světla a stínu.
Díla tvořil v Hostišově v oblasti zvané Česká Sibiř, kam jezdil za spisovatelem Janem Herbenem. V letech 1903–1905 pobýval v Kameničkách u Hlinska. Krajinu Vysočiny zatoužil poznat po přečtení románu Západ z roku 1899 od Karla Václava Raise (1859–1926). Snažil se o zachycení rázu a proměn tamní krajiny. Jeho více než sedmdesátka obrazů, které zde namaloval, se považuje za jeho vrcholnou tvorbu. Vzhledem k tomu, že jeho žena Bohumila vyrostla ve středočeském Štolmíři, vznikly některé jeho obrazy také zde. Jde např. o obraz Kostel ve Štolmíři, který zachycuje místní monumentální barokní kostel sv. Havla. Dnes je obraz uložen v Galerii moderního umění v Roudnici nad Labem. Na konci života (od roku 1905) maloval zákoutí Prahy, která se stala jeho novou inspirací a hlavním tématem jeho pláten.

## Život

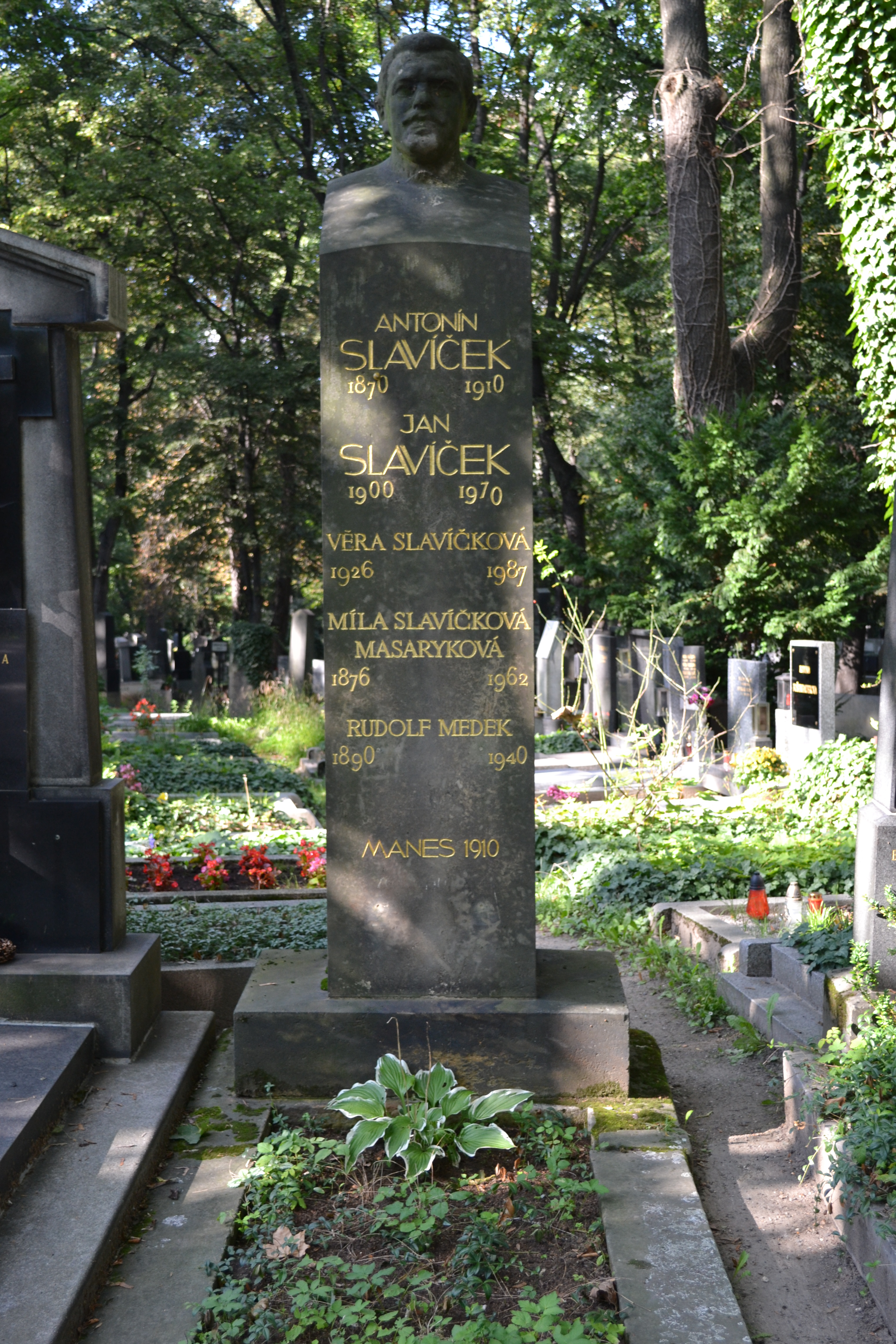
Hrob na Olšanských hřbitovech

### Dětství a mládí
Narodil se v Praze jako čtvrté dítě Jana Slavíčka, správce vysokých škol technických, a jeho manželky Pavlíny, rozené Mildnerové ze Semil. V letech 1881–1885 navštěvoval Reálné gymnázium ve Spálené. Už jako školák se účastnil vydávání školního časopisu a troufal si vystoupit se svými kreslířskými pokusy i na veřejnosti.
Jeho strýc, děkan, mu hodně pomáhal a umožnil mu cestu do Mnichova (1886–1887). Roku 1887 byl zapsán na AVU v Praze do krajinářské speciálky u profesora Julia Mařáka (1832–1899). Mařák přiměl Slavíčka, aby soukromě dostudoval gymnázium. Studium na akademii několikrát přerušil, patrně pro neshodu s Mařákem. V roce 1888 pravděpodobně z nešťastné lásky odešel do benediktinského kláštera Rajhrad na Moravě. V letech 1894–1899 s Mařákovým ateliérem jezdil malovat do plenéru okolí Prahy (Okoř, Hvězda, Liboc) a Bechyně. Roku 1896 pobýval s rodinou ve Veltrusech, kde intenzivně maloval.

### Pozdější život
V roce 1898 se stal členem SVU Mánes. Dne 8. října 1899 zemřel profesor Julius Mařák a Slavíček byl dočasně (na půl roku) pověřen vedením školy; ucházel se o profesuru, ale nebyl přijat. Krajinářská speciálka na pražské Akademii byla zrušena.
V letech 1903–1905 bydlel se svou rodinou v Kameničkách u Hlinska. Karel Václav Rais mu na jeho prosbu našel domek, výměnkářské stavení na Volákově gruntu. Zde vznikl slavný obraz U nás v Kameničkách. Domek chtěl později koupit, ale finanční situace mu to neumožnila. Na domku byla dne 18. června 1961 odhalena pamětní deska, kterou navrhl a zhotovil Josef Přibyl z Hlinska. Po roce 1907 do Kameniček Slavíček často zajížděl, ubytovával se na faře u P. Jana Selichara – nástupce P. J. Parduse. Za Slavíčkem do Kameniček přijížděli jeho známí, mezi nimi malíři Bohuslav Dvořák, zvaný Baťka, Otakar Nejedlý, Herbert Masaryk, Jan Angelo Zeyer, dále pak rodina profesora dr. Jaroslava Golla, profesor Emanuel Tilsch s chotí, spisovatelkou Annou Marií Tilschovou.
Významným přítelem Antonína Slavíčka byl mecenáš a sběratel umění August Švagrovský, rodák z Roudnice nad Labem. Seznámili se v roce 1903. Podstatnou část své sbírky včetně řady Slavíčkových obrazů věnoval Švagrovský rodnému městu a dnes jsou v majetku roudnické galerie.
V roce 1907 cestoval Antonín Slavíček do Paříže přes Norimberk a Štrasburk, navštívil Fécamp a vrátil se přes Belgii. Bydlel v ulici Dobrovského 646/9 v pražských Holešovicích nedaleko Letenských sadů. V tomto období (1908) vznikla jeho zásadní monumentální díla Pohled na Prahu od Ládví a Pohled na Prahu z Letné pro jubilejní výstavu Obchodní a živnostenské komory.
V roce 1909 navštívil kladenské železárny. Na jaře doprovodil nemocnou ženu na léčení do Dubrovníku, tam si na skalách zlomil ruku. Na pozvání svého přítele Jana Selichara, kterého znal z dob malování v Kameničkách, odjel s rodinou na faru do Německé Rybné v Orlických horách. Dne 10. srpna 1909 ho při koupání ve studené horské řece Zdobnici ranila mrtvice. Ochrnul na pravou polovinu těla. Následovala dlouhá doba léčení. Snažil se malovat levou rukou, poté se pokoušel o malá zátiší. Výsledky byl zklamán, proto 1. února 1910 zvolil dobrovolnou smrt střelnou zbraní, dle úmrtní matriky „ve stavu nepříčetnosti“. Byl pochován na Olšanských hřbitovech (VIII. hřbitov, 1. oddělení, hrob 32).

### Příbuzenské svazky
Ještě v době svých prodloužených studií se 12. dubna 1895 oženil s Bohumilou Brynychovou, zvanou Míla, která je častou stafáží nejen na jeho obrazech. Svou manželku poznal na dívčím gymnáziu Minerva. Byla dcerou rolníka z Bylan, po matce pocházela ze Štolmíře. Byla sirotkem a přinesla do manželství dostatek peněz, takže se Slavíček nemusel starat o finance. Měli spolu tři děti – Evu Medkovou Slavíčkovou (1895–1953), Jana Slavíčka (1900–1970), známého malíře, a Jiřího Slavíčka (1901–1957), filmového střihače a režiséra. Jeho zetěm byl legionářský básník Rudolf Medek, známí jsou i vnukové malíř Mikuláš Medek (1926–1974) a novinář a politik Ivan Medek (1925–2010).
Vdova po Antonínu Slavíčkovi, paní Bohumila, která byla nucena sama se postarat o tři malé děti, se už v srpnu 1910 provdala za Herberta Masaryka (1880–1915), syna pozdějšího československého prezidenta Tomáše Garrigue Masaryka, který byl rovněž malířem a Slavíčkovým přítelem. Z tohoto svazku se narodily další čtyři děti: dvojčata Tomáš a Anna, Herbert a Herberta. Oba chlapci však zemřeli v útlém dětském věku.
|                              |                              |                              |                              |                              |                              |  |  |  |  | Rudolf Medek (1890–1940)        |                           |                           |                           |                           |                           |  |  |  |  |                             |                             |                             |                             |                             |                             |  |  |  |  |                             |                             |                             |                             |                             |                             |  |  |
|                              |                              |                              |                              |                              |                              |  |  |  |  |                                 |                           |                           |                           |                           |                           |  |  |  |  |                             |                             |                             |                             |                             |                             |  |  |  |  |                             |                             |                             |                             |                             |                             |  |  |
|                              |                              |                              |                              |                              |                              |  |  |  |  |                                 |                           |                           |                           |                           |                           |  |  |  |  | Eva Medková (1921–1924)     |                             |                             |                             |                             |                             |  |  |  |  |                             |                             |                             |                             |                             |                             |  |  |
|                              |                              |                              |                              |                              |                              |  |  |  |  |                                 |                           |                           |                           |                           |                           |  |  |  |  |                             |                             |                             |                             |                             |                             |  |  |  |  |                             |                             |                             |                             |                             |                             |  |  |
|                              |                              |                              |                              |                              |                              |  |  |  |  | Eva Slavíčková (1895–1953)      |                           |                           |                           |                           |                           |  |  |  |  |                             |                             |                             |                             |                             |                             |  |  |  |  |                             |                             |                             |                             |                             |                             |  |  |
|                              |                              |                              |                              |                              |                              |  |  |  |  |                                 |                           |                           |                           |                           |                           |  |  |  |  |                             |                             |                             |                             |                             |                             |  |  |  |  |                             |                             |                             |                             |                             |                             |  |  |
|                              |                              |                              |                              |                              |                              |  |  |  |  |                                 |                           |                           |                           |                           |                           |  |  |  |  | Ivan Medek (1925–2010)      |                             |                             |                             |                             |                             |  |  |  |  |                             |                             |                             |                             |                             |                             |  |  |
|                              |                              |                              |                              |                              |                              |  |  |  |  |                                 |                           |                           |                           |                           |                           |  |  |  |  |                             |                             |                             |                             |                             |                             |  |  |  |  |                             |                             |                             |                             |                             |                             |  |  |
|                              |                              |                              |                              |                              |                              |  |  |  |  | Jan Slavíček (1900–1970)        |                           |                           |                           |                           |                           |  |  |  |  |                             |                             |                             |                             |                             |                             |  |  |  |  |                             |                             |                             |                             |                             |                             |  |  |
|                              |                              |                              |                              |                              |                              |  |  |  |  |                                 |                           |                           |                           |                           |                           |  |  |  |  |                             |                             |                             |                             |                             |                             |  |  |  |  |                             |                             |                             |                             |                             |                             |  |  |
| Antonín Slavíček (1870–1910) | Antonín Slavíček (1870–1910) | Antonín Slavíček (1870–1910) | Antonín Slavíček (1870–1910) | Antonín Slavíček (1870–1910) | Antonín Slavíček (1870–1910) |  |  |  |  |                                 |                           |                           |                           |                           |                           |  |  |  |  | Mikuláš Medek (1926–1974)   | Mikuláš Medek (1926–1974)   | Mikuláš Medek (1926–1974)   | Mikuláš Medek (1926–1974)   | Mikuláš Medek (1926–1974)   | Mikuláš Medek (1926–1974)   |  |  |  |  |                             |                             |                             |                             |                             |                             |  |  |
| Antonín Slavíček (1870–1910) | Antonín Slavíček (1870–1910) | Antonín Slavíček (1870–1910) | Antonín Slavíček (1870–1910) | Antonín Slavíček (1870–1910) | Antonín Slavíček (1870–1910) |  |  |  |  |                                 |                           |                           |                           |                           |                           |  |  |  |  | Mikuláš Medek (1926–1974)   | Mikuláš Medek (1926–1974)   | Mikuláš Medek (1926–1974)   | Mikuláš Medek (1926–1974)   | Mikuláš Medek (1926–1974)   | Mikuláš Medek (1926–1974)   |  |  |  |  |                             |                             |                             |                             |                             |                             |  |  |
|                              |                              |                              |                              |                              |                              |  |  |  |  | Jiří Slavíček (1901–1957)       | Jiří Slavíček (1901–1957) | Jiří Slavíček (1901–1957) | Jiří Slavíček (1901–1957) | Jiří Slavíček (1901–1957) | Jiří Slavíček (1901–1957) |  |  |  |  |                             |                             |                             |                             |                             |                             |  |  |  |  | Eva Kosáková (* 1952)       | Eva Kosáková (* 1952)       | Eva Kosáková (* 1952)       | Eva Kosáková (* 1952)       | Eva Kosáková (* 1952)       | Eva Kosáková (* 1952)       |  |  |
|                              |                              |                              |                              |                              |                              |  |  |  |  | Jiří Slavíček (1901–1957)       | Jiří Slavíček (1901–1957) | Jiří Slavíček (1901–1957) | Jiří Slavíček (1901–1957) | Jiří Slavíček (1901–1957) | Jiří Slavíček (1901–1957) |  |  |  |  |                             |                             |                             |                             |                             |                             |  |  |  |  | Eva Kosáková (* 1952)       | Eva Kosáková (* 1952)       | Eva Kosáková (* 1952)       | Eva Kosáková (* 1952)       | Eva Kosáková (* 1952)       | Eva Kosáková (* 1952)       |  |  |
| Bohumila Brynychová          | Bohumila Brynychová          | Bohumila Brynychová          | Bohumila Brynychová          | Bohumila Brynychová          | Bohumila Brynychová          |  |  |  |  |                                 |                           |                           |                           |                           |                           |  |  |  |  | Emila Medková (1928–1985)   | Emila Medková (1928–1985)   | Emila Medková (1928–1985)   | Emila Medková (1928–1985)   | Emila Medková (1928–1985)   | Emila Medková (1928–1985)   |  |  |  |  |                             |                             |                             |                             |                             |                             |  |  |
| Bohumila Brynychová          | Bohumila Brynychová          | Bohumila Brynychová          | Bohumila Brynychová          | Bohumila Brynychová          | Bohumila Brynychová          |  |  |  |  |                                 |                           |                           |                           |                           |                           |  |  |  |  | Emila Medková (1928–1985)   | Emila Medková (1928–1985)   | Emila Medková (1928–1985)   | Emila Medková (1928–1985)   | Emila Medková (1928–1985)   | Emila Medková (1928–1985)   |  |  |  |  |                             |                             |                             |                             |                             |                             |  |  |
|                              |                              |                              |                              |                              |                              |  |  |  |  | Anna Masaryková (1911–1996)     |                           |                           |                           |                           |                           |  |  |  |  |                             |                             |                             |                             |                             |                             |  |  |  |  |                             |                             |                             |                             |                             |                             |  |  |
|                              |                              |                              |                              |                              |                              |  |  |  |  |                                 |                           |                           |                           |                           |                           |  |  |  |  |                             |                             |                             |                             |                             |                             |  |  |  |  |                             |                             |                             |                             |                             |                             |  |  |
| Herbert Masaryk (1880–1915)  |                              |                              |                              |                              |                              |  |  |  |  |                                 |                           |                           |                           |                           |                           |  |  |  |  |                             |                             |                             |                             |                             |                             |  |  |  |  |                             |                             |                             |                             |                             |                             |  |  |
|                              |                              |                              |                              |                              |                              |  |  |  |  |                                 |                           |                           |                           |                           |                           |  |  |  |  |                             |                             |                             |                             |                             |                             |  |  |  |  |                             |                             |                             |                             |                             |                             |  |  |
|                              |                              |                              |                              |                              |                              |  |  |  |  | Herbert Masaryk (1911–1912)     |                           |                           |                           |                           |                           |  |  |  |  |                             |                             |                             |                             |                             |                             |  |  |  |  |                             |                             |                             |                             |                             |                             |  |  |
|                              |                              |                              |                              |                              |                              |  |  |  |  |                                 |                           |                           |                           |                           |                           |  |  |  |  |                             |                             |                             |                             |                             |                             |  |  |  |  |                             |                             |                             |                             |                             |                             |  |  |
|                              |                              |                              |                              |                              |                              |  |  |  |  |                                 |                           |                           |                           |                           |                           |  |  |  |  |                             |                             |                             |                             |                             |                             |  |  |  |  |                             |                             |                             |                             |                             |                             |  |  |
|                              |                              |                              |                              |                              |                              |  |  |  |  |                                 |                           |                           |                           |                           |                           |  |  |  |  |                             |                             |                             |                             |                             |                             |  |  |  |  |                             |                             |                             |                             |                             |                             |  |  |
|                              |                              |                              |                              |                              |                              |  |  |  |  | Tomáš Masaryk (*/† 1914)        |                           |                           |                           |                           |                           |  |  |  |  |                             |                             |                             |                             |                             |                             |  |  |  |  |                             |                             |                             |                             |                             |                             |  |  |
|                              |                              |                              |                              |                              |                              |  |  |  |  |                                 |                           |                           |                           |                           |                           |  |  |  |  |                             |                             |                             |                             |                             |                             |  |  |  |  |                             |                             |                             |                             |                             |                             |  |  |
|                              |                              |                              |                              |                              |                              |  |  |  |  |                                 |                           |                           |                           |                           |                           |  |  |  |  | Petr Kotík (* 1942)         | Petr Kotík (* 1942)         | Petr Kotík (* 1942)         | Petr Kotík (* 1942)         | Petr Kotík (* 1942)         | Petr Kotík (* 1942)         |  |  |  |  | Tomas Kotík (* 1969)        | Tomas Kotík (* 1969)        | Tomas Kotík (* 1969)        | Tomas Kotík (* 1969)        | Tomas Kotík (* 1969)        | Tomas Kotík (* 1969)        |  |  |
|                              |                              |                              |                              |                              |                              |  |  |  |  |                                 |                           |                           |                           |                           |                           |  |  |  |  | Petr Kotík (* 1942)         | Petr Kotík (* 1942)         | Petr Kotík (* 1942)         | Petr Kotík (* 1942)         | Petr Kotík (* 1942)         | Petr Kotík (* 1942)         |  |  |  |  | Tomas Kotík (* 1969)        | Tomas Kotík (* 1969)        | Tomas Kotík (* 1969)        | Tomas Kotík (* 1969)        | Tomas Kotík (* 1969)        | Tomas Kotík (* 1969)        |  |  |
|                              |                              |                              |                              |                              |                              |  |  |  |  | Herberta Masaryková (1915–1996) |                           |                           |                           |                           |                           |  |  |  |  |                             |                             |                             |                             |                             |                             |  |  |  |  |                             |                             |                             |                             |                             |                             |  |  |
|                              |                              |                              |                              |                              |                              |  |  |  |  |                                 |                           |                           |                           |                           |                           |  |  |  |  |                             |                             |                             |                             |                             |                             |  |  |  |  |                             |                             |                             |                             |                             |                             |  |  |
|                              |                              |                              |                              |                              |                              |  |  |  |  |                                 |                           |                           |                           |                           |                           |  |  |  |  | Charlotta Kotíková (* 1940) | Charlotta Kotíková (* 1940) | Charlotta Kotíková (* 1940) | Charlotta Kotíková (* 1940) | Charlotta Kotíková (* 1940) | Charlotta Kotíková (* 1940) |  |  |  |  | Jan Jakub Kotík (1972–2007) | Jan Jakub Kotík (1972–2007) | Jan Jakub Kotík (1972–2007) | Jan Jakub Kotík (1972–2007) | Jan Jakub Kotík (1972–2007) | Jan Jakub Kotík (1972–2007) |  |  |
|                              |                              |                              |                              |                              |                              |  |  |  |  |                                 |                           |                           |                           |                           |                           |  |  |  |  | Charlotta Kotíková (* 1940) | Charlotta Kotíková (* 1940) | Charlotta Kotíková (* 1940) | Charlotta Kotíková (* 1940) | Charlotta Kotíková (* 1940) | Charlotta Kotíková (* 1940) |  |  |  |  | Jan Jakub Kotík (1972–2007) | Jan Jakub Kotík (1972–2007) | Jan Jakub Kotík (1972–2007) | Jan Jakub Kotík (1972–2007) | Jan Jakub Kotík (1972–2007) | Jan Jakub Kotík (1972–2007) |  |  |
|                              |                              |                              |                              |                              |                              |  |  |  |  | Emanuel Poche (1903–1987)       |                           |                           |                           |                           |                           |  |  |  |  |                             |                             |                             |                             |                             |                             |  |  |  |  |                             |                             |                             |                             |                             |                             |  |  |
|                              |                              |                              |                              |                              |                              |  |  |  |  |                                 |                           |                           |                           |                           |                           |  |  |  |  |                             |                             |                             |                             |                             |                             |  |  |  |  |                             |                             |                             |                             |                             |                             |  |  |

## Dílo
- Zátiší s konví, 1894
- Ve Veltruském parku, 1896
- Slunce v lese, 1898, olej, plátno, 90×115 cm, Galerie moderního umění v Roudnici nad Labem
- Červnový den, 1898, tempera, lepenka, 71×105,5 cm, Národní galerie v Praze
- Vítr, 1900, tempera, Galerie moderního umění v Roudnici nad Labem
- Podhradí z Okoře, 1901
- Po dešti (Cesta do vsi), 1901
- Ze staré Prahy, 1902
- Deštivý večer (Letná v dešti), 1902 (později nalezené dílo)[6]
- Horská cesta, 1903
- Motiv z Kameniček, 1903
- Ovenecká ulice, 1904
- U nás v Kameničkách, 1904, olej, plátno, 166×192 cm, Národní galerie v Praze
- Park v Poděbradech, 1905
- Pod Letnou, 1905–1906, olej, plátno, 24,3×34,8 cm, Galerie moderního umění v Roudnici nad Labem
- Ve Stromovce / Zahradní restaurace ve Stromovce, 1907, olej, překližka, 18,7×24 cm
- Stromovka, 1907, olej, plátno, 160×185 cm, Oblastní galerie v Liberci
- Silnice s jeřáby, 1908
- Hutě, 1908
- Železárny na Kladně, 1909
- Dóm sv. Víta, 1909, olej, plátno, 216×187 cm, Galerie hlavního města Prahy
- Žamberecká silnice, 1909, nedokončeno, olej, plátno, 90,5×99 cm, Národní galerie v Praze

## Galerie

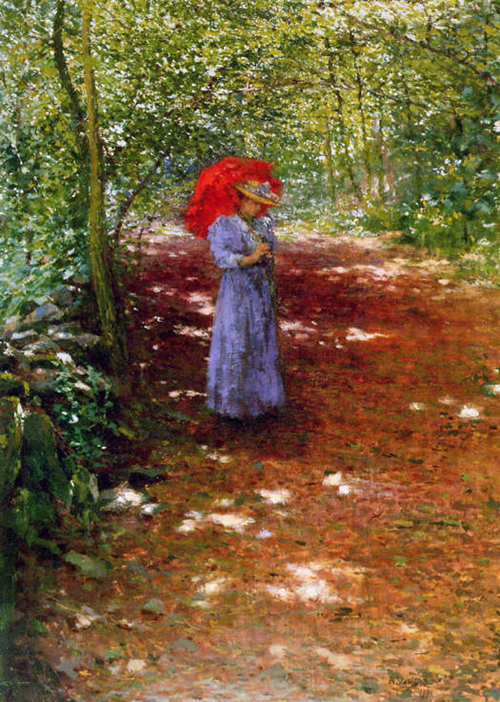
Ve Veltruském parku (1896)
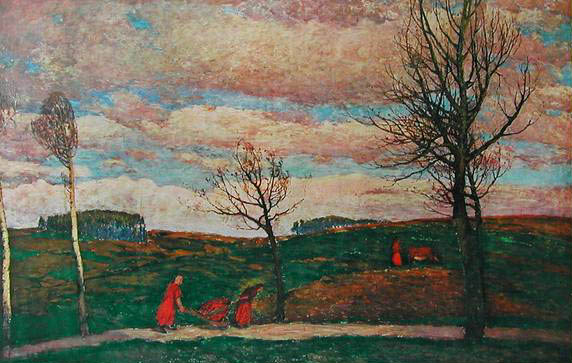
Z pohorských motivů (1903)
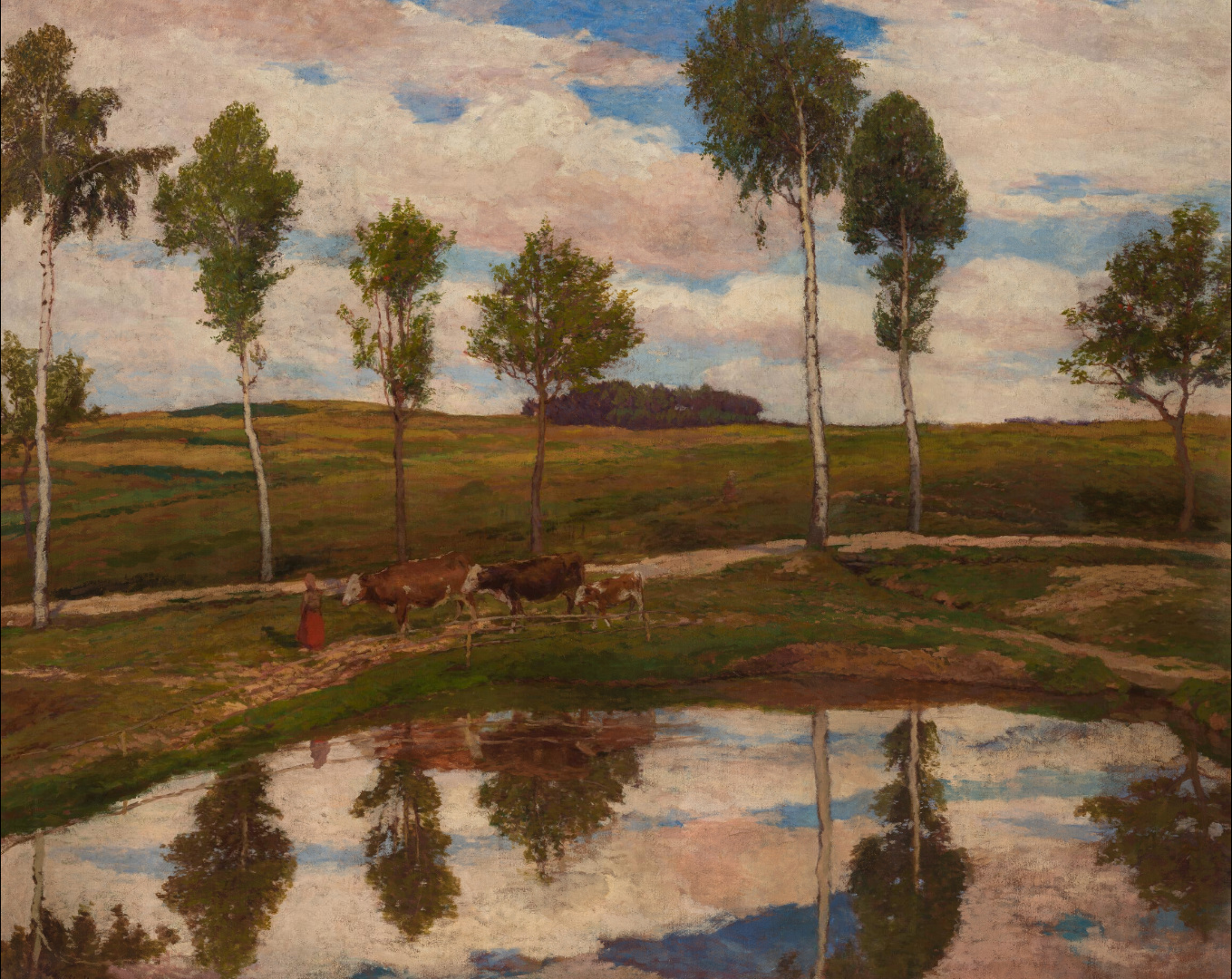
U nás v Kameničkách (1904)
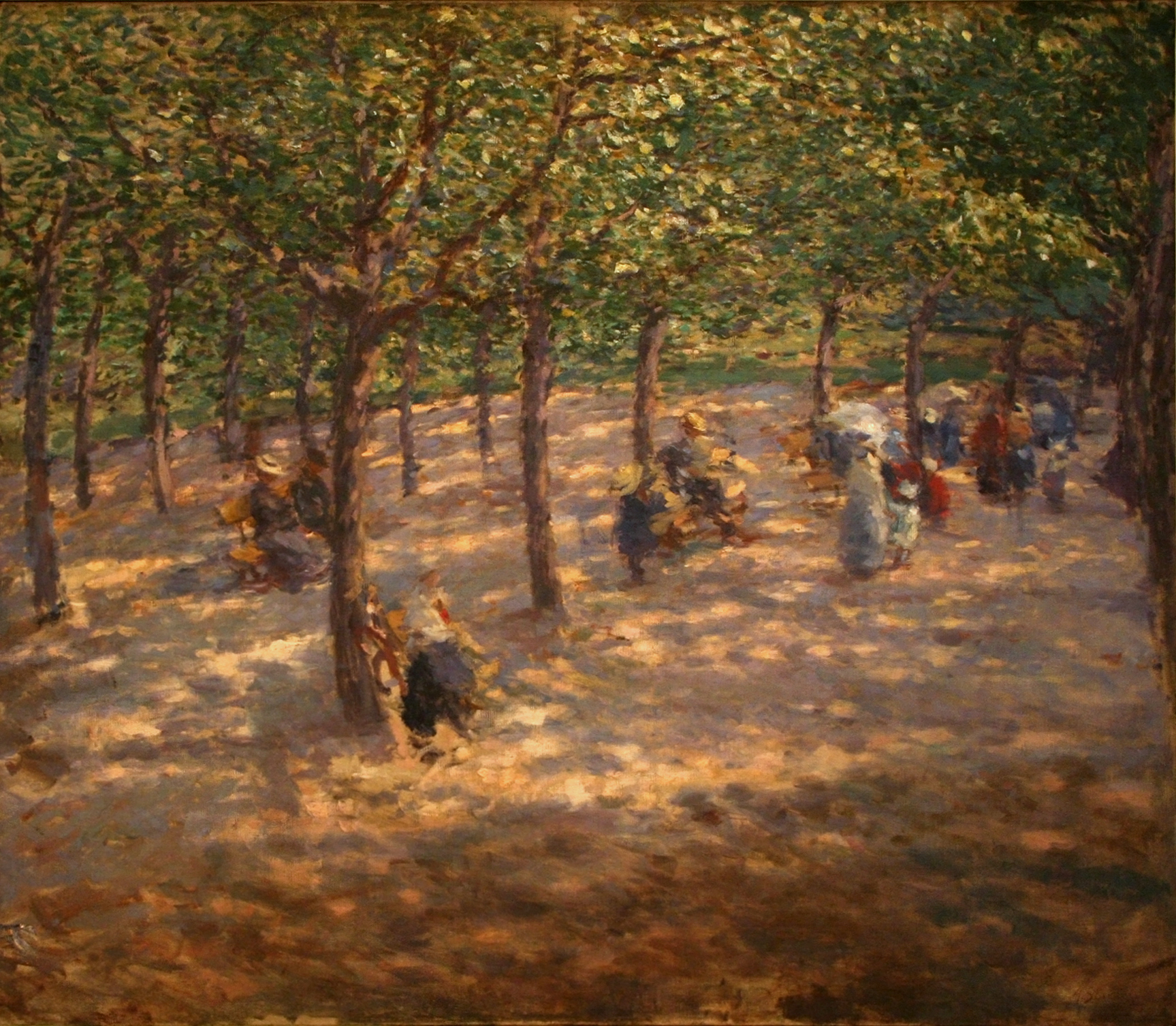
Letenské sady (1907)
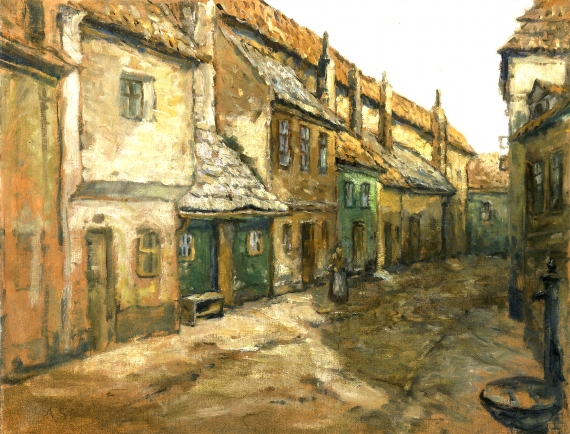
Zlatá ulička (kolem 1907)
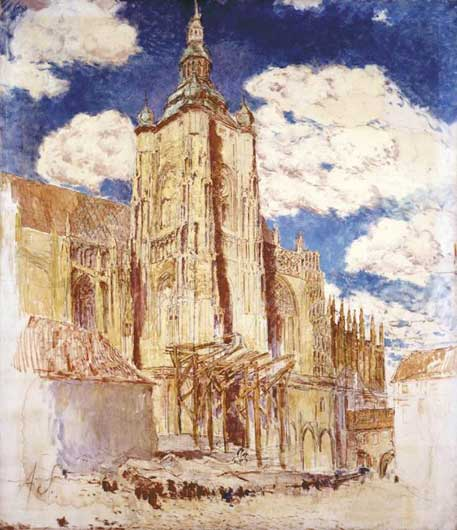
Dóm sv. Víta (1909)
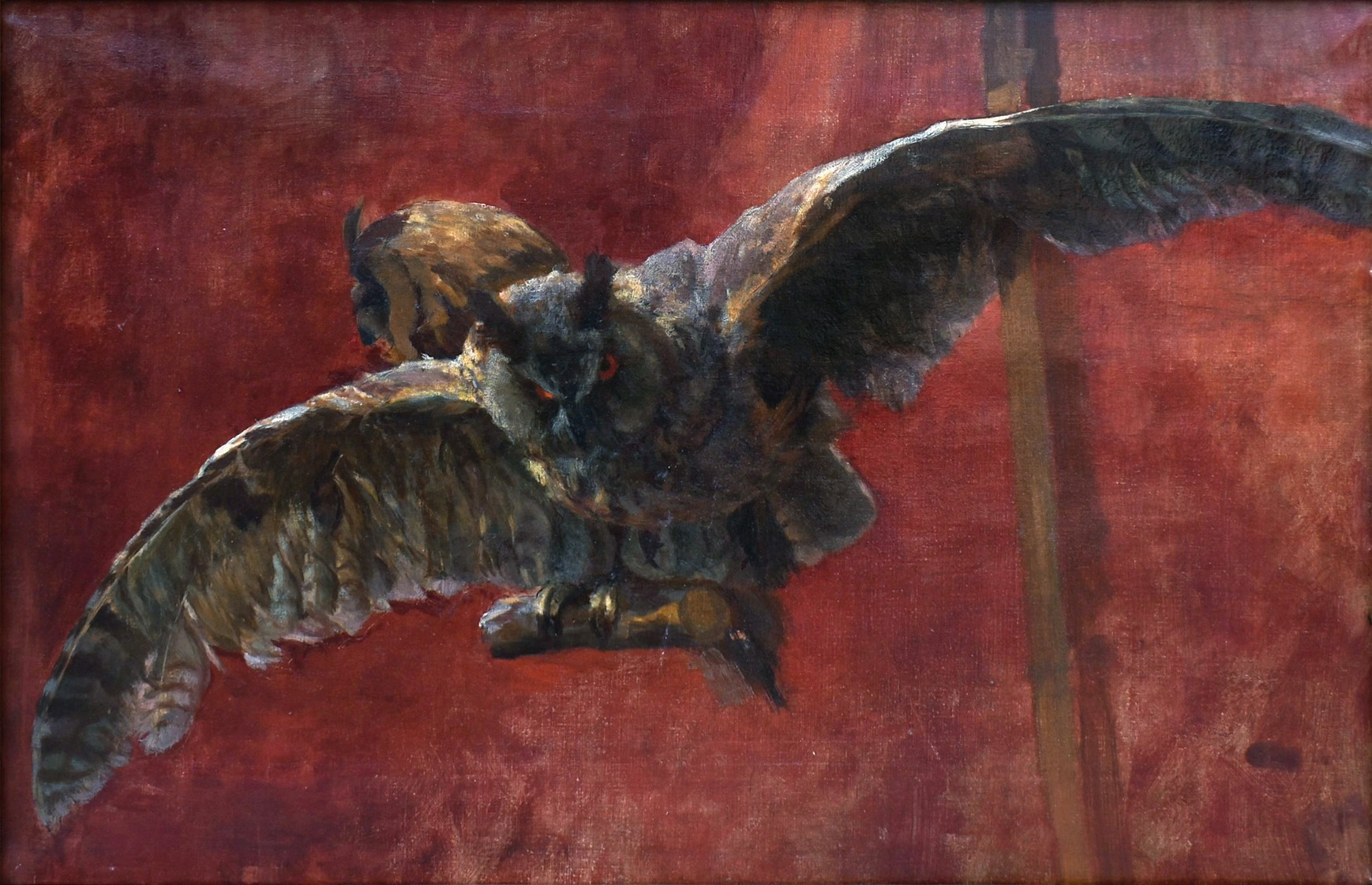
Sovy